# Franz Völker (tenor)
Franz Völker   (Neu-Isenburg, 31 de març de 1899 - Darmstadt, 5 de desembre de 1965) fou un tenor alemany. Es considera el millor intèrpret de la història del paper de Lohengrin (Richard Wagner).

## Biografia
Es dedicà a l'estudi del cant per consell de Clemens Krauss, director del "Stadtheater" de Frankfurt, i debutà en aquest teatre el 1926 amb l'única òpera que va escriure en la seva carrera Beethoven Fidelio, hi va romandre en aquest teatre fins a l'any 1931. Va ser membre estable de la "Staatsoper" de Berlín, on actuà fins al 1942. Després de la guerra es traslladà al "Nationaltheater" de Múnic, on hi va romandre fins a la seva retirada dels escenaris el 1952. A partir de llavors es dedicà a l'ensenyança del cant en l'"Hochschule fúr Musik" de Stuttgart.
De veu potent i sonora, encara que d'un agradable timbre metàl·lic i de gran ductilitat en la emissió, Franz Völker aconseguí els seus primers èxits amb rols de peculiars característiques líriques, inclús en el repertori wagnerià. Les seves interpretacions de Lohengrin, Parsifal, Sigmund (Die Walküre) i d'Erik (Der fliegende Holländer) (Bayreuth, 1933/42), foren considerades com a exemplars. No menys convincents resultaren les seves personificacions de Tamino, Belmonte, Max (Der Freischütz) i Hugo (Oberon) de Carl Maria von Weber. Al llarg de la seva carrera, Völker també s'apropà al repertori italià, com Radamés, Manrico, Don Alvaro i Canio, en el que aconseguí resultats de gran relleu.